# 'Arab al-Rashayida
'Arab al-Rashayid (in arabo عرب الرشايدة‎?) è un villaggio palestinese nel governatorato di Betlemme, nella Cisgiordania centrale. Secondo l'Ufficio centrale di statistica palestinese, nel 2017 la città aveva una popolazione di 2.060 abitanti. 

## Storia
In seguito alla guerra arabo-israeliana del 1948 e dopo l'armistizio di Rodi, Al-Rashayida passò sotto dominio giordano.
Nella Guerra dei sei giorni del 1967, il villaggio finì sotto l'occupazione israeliana, in cui rimane ancora adesso.
Dopo gli accordi del 1995, il 5,7% del territorio di al-Rashayida è stato classificato come Area A (sotto controllo della Autorità Nazionale Palestinese), il 10,2% come Area C (sotto controllo israeliano) e l'1,1% come Area B (sotto il controllo di entrambi gli enti), il  mentre il restante 83% è classificato come "riserva naturale".